# 황형
황형(黃衡, 1459~1520)은 조선 성종·중종 때의 무신으로 삼포왜란 당시 방어사로 왜적을 대파한 인물이다.
본관은 창원, 자는 언평(彦平), 고조부는 고려시대 문하시랑 동중서문하평장사를 지낸 회산군(檜山君) 황석기(黃石奇)이고, 증조부는 황창(黃昌), 조부는 대흥현감을 지낸 황선경(黃善慶)이며, 아버지는 선공감정을 지낸 황예헌(黃禮軒)이다. 어머니는 의령남씨(宜寧南氏)로 사헌부 감찰을 지낸 남인보(南仁甫)의 딸이다.

## 생애
성종 11년(1480) 무과 및 진현시에 급제, 성종 17년(1486) 무과 증시에 급제한 이후 중종 5년(1510) 삼포왜란때 전라좌도방어사가 되어 제포에서 왜적을 크게 무찌르고 경상도병마절도사에 전임되고, 이후 도총관·지훈련원사를 지냈다. 중종 7년(1512년) 함경도지방의 야인이 반란을 일으키자 순변사로서 이를 진입하고, 평안도·함경북도의 병마절도사를 거쳐 공조판서에 이르렀다. 시호는 장무이다.

## 같이 보기
삼포왜란
연미정 - 인천광역시 유형문화재 제24호
황형 묘 - 인천광역시 기념물 제65호
황형 택지 - 강화군 향토유적 제3호